# Жуково (Руднянский сельсовет)
Жуково — исчезнувшая деревня в Городокском районе Витебской области Белоруссии.
Находилась в 7 верстах к северо-востоку от современной деревни Рудня рядом с берегом озера Сенница.

## История
Деревня отмечена на карте середины XIX века, в Списке населённых мест Витебской губернии 1906 года (стр.81 №10), на картах РККА 1930-х годов и топографической карте начала 1980-х годов.